# 알프레드 버나드

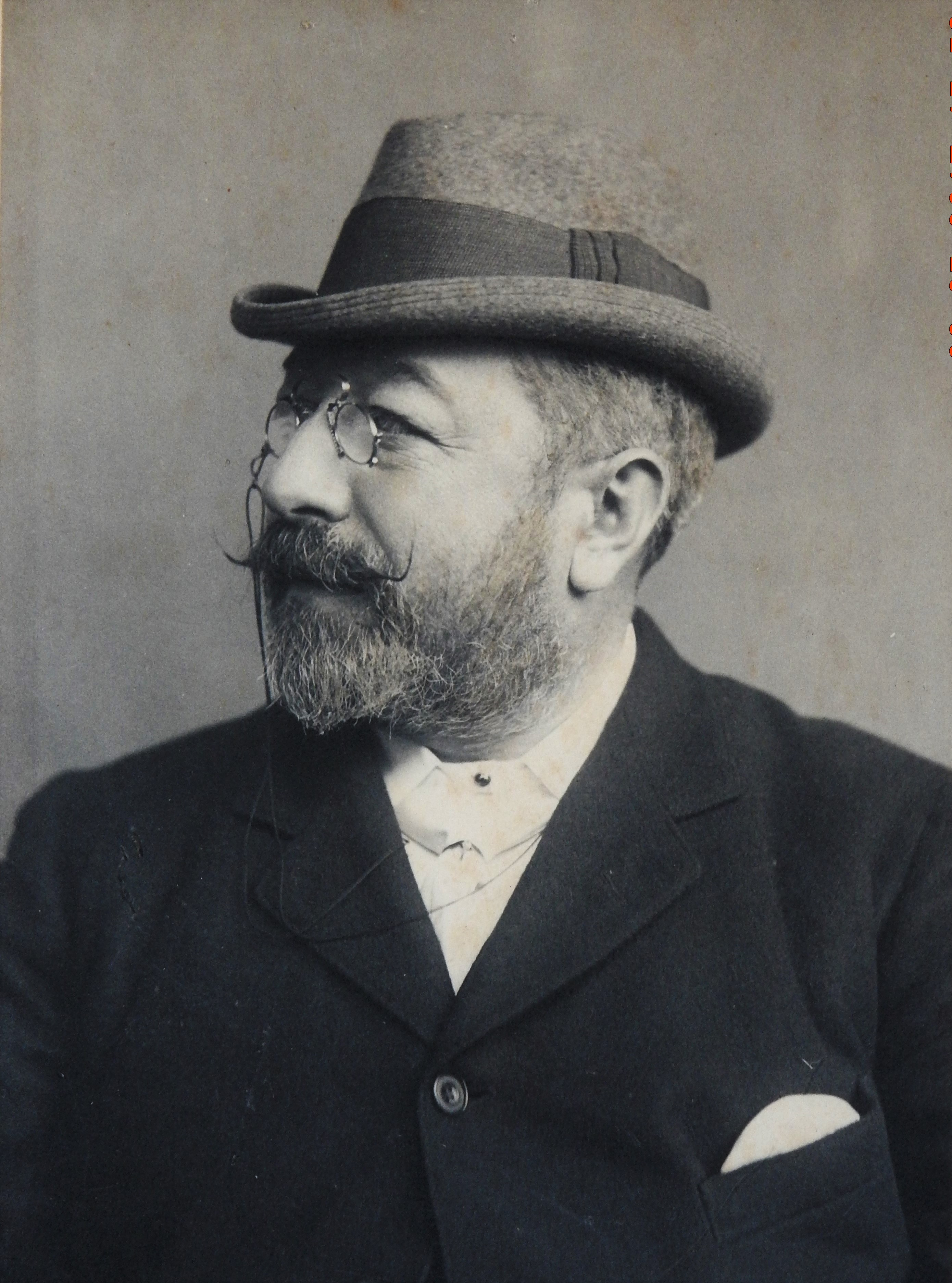
Alfred Barnard

알프레드 버나드(Alfred Barnard, 1837–1918)는 1886~7년 사이에 영국에 있는 모든 위스키를 방문한 저널리스트였다.
알프레드 버나드의 가족에 대한 기록은 그리 많이 남아 있지 않다. 그는 1837년 잉글랜드 에섹스 지역에 있는 시골마을인 텍스테드에서, 침례교인 가족에서 태어났다. 아버지는 포목상과 식료품을 운영하였다.
1859년, 22살이었을 때, 동갑내기 패니 러플과 결혼하였다. 이때 알프레드는 켄싱터에 거주하면서 식료품을 운영하였던 것 같다. 1남 2녀 자녀를 두었는데, 헤롤드란 아들과 테오도라와 에디스란 딸이다. 그의 출생증명서에는 화장실용 비누 수출가, 그 다음으로는 상인, 마지막으로는 신사(젠트맨)이라고 기록되어 있다. 출생증명서는 1861년 이슬링턴에서부터 1869년 카벤디쉬 광장까지 여러 다른 주소들이 기록되어 있다. 1881년에는 런던 덜위치 근처에서 살았다고 하는데, 흥미롭게도 1901년 인구조사에서는 그의 이름이 보이지 않는다.
주간 하퍼 가제트에서 비서관자격으로, 1885~1887년 사이에 영국과 아일랜드에서 실제 작업하고 있는 모든 위스키 증류소를 방문하였다. 하퍼 가제트 영국의 와인과 증류주 상거래를 다루는 잡지라고 알려져 있다. 그가 방문한 증류소는 놀랍게도 162개로, 스코틀랜드에 129개, 아일랜드에 29개 그리고 잉글랜드에 4개이다. 방문한 모든 증류소에 대한 기록은 500페이지에 이르는 엄청난 분량으로, “영국의 위스키 증류소: The Whisky Distilleries of the United Kingdom”란 책으로 출간되었다. 이 책은 각 증류소들이 가지고 있는 기술정보와 역사에 대해서 깊이 있게 다루고 있으며, 스케치와 판화를 함께 실었다. 오늘날에 이르러 그 원본 수량은 정말 희소한데, 어떤 것은 두터운 가죽양장본도 있지만 대부분은 녹색천 제본이다. 초판본은 £2,500의 가치를 가지고 있다. 1987년에 복각본이 출간되었고, 지금까지 세 번에 걸쳐 재인쇄되었다. 이 책은 위스키에 대해서 저술한 가장 중요한 책이라고 평가받고 있다.
버나드가 방문하였던 많은 증류소들은 문을 닫았고, 많은 경우, 특히 아일랜드에 있어서는 건물 자체가 사라졌다. 책을 발간한 후에 여러 증류소들이 홍보를 위해 그에게 팜플렛 제작을 의뢰하였다. 지금까지 6개가 지금까지 알려져 있는데, 매우 희귀하다. 제목은 “스카치 위스키 제조법”으로, 맥키, 패티슨·글렌퍼클래스, 조니워커, 던디에 있는 왓슨, 하일랜드 증류소 그리고 달모어 증류소가 의뢰하였다. 앞으로 적당한 때가 오면 6개 팜플렛을 다시 출간할 계획이 있다.
첫 번째 성공을 거둔 후에, 버나드는 1889~1891년 사이에 영국과 아일랜드에 있는 110개의 맥주 양조장을 방문하였다. 이 여행의 결과물로 “영국과 아일랜드의 유명 맥주 양조장: The noted breweries of Great Britain and Ireland”이란 책을 출간하였는데, 준비하는데 3년이 걸렸고, 4권으로 이루어져있다. 이 책은 그 당시의 산업규모에 대해서 정말 훌륭하게 기술하고 있으며 그리고 기네스와 같이 유서 깊은 가문에 대해서도 기록하였다. 거기에다가 홍보용 책자를 발간하였는데, 버나드의 위스키 증류소 관련 팜플렛과는 다른 새로운 작품이다. 본문에서 관련항목을 재인쇄한 형태로 깔끔한 형식이었다. 어째든, “영국과 아일랜드의 유명 맥주 양조장”에 있는 항목은 증류소 책보다는 훨씬 광범위하였다. 그는 1918년 5월 31일 81살의 나이로 사우스 런던 크로이 돈에서 사망하였다.
버나드는, 위스키와 증류소에 저술할 때 지금 널리 쓰이고 있는 대중적인 글쓰기의 선구자로 평가받는다. 그의 포괄적인, 그리고 즐거움을 주는 접근법은 1887년 위스키 업계에 대해 알고자 사람들이 찾을 때, 지금까지도 그의 책이 절대적인 지침이 될 수 있게 생명력을 주고 있다.

## 저술
- 영국의 위스키 증류소Whisky Distilleries of the United Kingdom, 1887; reprinted Birlinn Ltd (1 Jul 2007); ISBN 1-84158-266-2
- 영국과 아일랜드의 유명 맥주 양조장Noted Breweries of Great Britain and Ireland, 1891
- A Visit to Watson's Dundee Whisky Stores. 1891
- A Ramble Through Classic Canongate. 1892/3
- How to Blend Scotch Whisky, 1904; reprinted 2005

## 같이 보기
- 비터 (맥주)
- 아이리시 위스키
- 스카치 위스키